# IC 2971
IC 2971 ist eine elliptische Galaxie vom Hubble-Typ E? im Sternbild Großer Bär am Nordsternhimmel. Sie ist schätzungsweise 376 Millionen Lichtjahre von der Milchstraße entfernt.

Das Objekt wurde am 12. Juni 1896 von Stéphane Javelle entdeckt.